# Uštica
Uštica je naselje u Republici Hrvatskoj u Sisačko-moslavačkoj županiji, u sastavu općine Jasenovac.

## Zemljopis
Uštica se nalazi južno od Jasenovca na ušću Une u Savu na cesti prema Hrvatskoj Dubici. Omeđen je rijekom Savom na sjeveru i Unom na istoku.

## Stanovništvo
Prema popisu stanovništva iz 2001. godine Uštica je imala 214 stanovnika.
| broj stanovnika | 960   | 1129  | 1155  | 1216  | 1126  | 1194  | 968   | 999   | 754   | 766   | 744   | 639   | 554   | 464   | 214   | 177   | 118   |
|                 | 1857. | 1869. | 1880. | 1890. | 1900. | 1910. | 1921. | 1931. | 1948. | 1953. | 1961. | 1971. | 1981. | 1991. | 2001. | 2011. | 2021. |

## Sport
- NK Uštica, nogometni klub